# Hikari (andropの曲)
「Hikari」（ひかり）はandropの10枚目のシングル。2018年8月29日に発売された。

## 概要
前作「Joker」より約7ヶ月ぶりのシングルリリースとなった。
本作は初回限定盤・通常盤の2形態で発売される。初回限定盤には表題曲のミュージックビデオなどを収めたDVDが付属するほか、初回盤・通常盤の2形態とも、2018年6月3日に開催されたホールツアー「one-man live tour 2018 "cocoon"」のファイナル・パシフィコ横浜公演でのライブ音源が収録される（ただし2形態で収録曲は異なる）。
表題曲「Hikari」はフジテレビ系・木曜劇場「グッド・ドクター」の主題歌。バンドとしては2015年にNHKで放送されたドラマ「わたしをみつけて」に主題歌「Kokoro」を提供して以来のドラマタイアップとなった。ドラマ第3話が放送された2018年7月26日には歌詞が先行配信されたほか、ドラマの映像に同曲が使用されたスペシャルムービーも公開された。第4話の放送日である8月2日には楽曲の先行配信がスタートし、ミュージックビデオのショートバージョンも公開された（8月22日にはフルバージョンも公開された）。MVは本作のジャケットでも描かれている焚き火をandropのメンバーが囲んで演奏するシーンで構成されている。

## 収録曲

### 初回限定盤
1. Hikari
2. Hikari (piano TV ver.)
3. Catch Me (one-man live tour 2018 "cocoon" tour final)
4. Hanabi (one-man live tour 2018 "cocoon" tour final)

#### DVD
- 「Hikari」Music Video
- 「Hikari」Making Video

### 通常盤
1. Hikari
2. Hikari (piano TV ver.)
3. Sorry (one-man live tour 2018 "cocoon" tour final)
4. Hanabi (one-man live tour 2018 "cocoon" tour final)